# اوليتا
اوليتا (بالإيطالية: Auletta)‏ هي بلدة وكومونا في مقاطعة سلرنو بمنطقة كمبانية جنوب غرب إيطاليا.